# Agonia (film 1981)
Agonia (Агония) è un film del 1981 diretto da Ėlem Klimov.
Girato tra il 1973 ed il 1975, il film fu lanciato solo nel 1981 a causa della protratta resistenza delle autorità sovietiche. Caratterizzato dall'atmosfera sontuosa e barocca, Agonia ricostruisce gli episodi degli ultimi mesi di vita dell'Impero russo con particolare riguardo alla vicenda umana ed al profilo psicologico di Grigorij Rasputin,  protagonista del film.

## Trama
Pietrogrado, 1916. Con la propria abilità manipolatoria, Rasputin esercita una decisiva influenza sull'incerto Nicola II e su Aleksandra Fëdorovna, la quale gli è fortemente devota. Rasputin manipola l'imperatore nei suoi rapporti con la Duma ed influenza la scelta di un nuovo primo ministro. Egli poi aggredisce una baronessa ed il marito di quest'ultima viene arrestato per averla difesa. La baronessa dovrà offrire favori sessuali a Rasputin per salvare il marito. Quando finalmente Nicola II decide di allontanare Rasputin da Pietrogrado, il monaco entra nel palazzo imperiale e, caduto in trance, convince l'imperatore a operare un disastroso cambio di strategia sul fronte militare. Un gruppo di nobili decide di risolvere il problema ed organizza una cena al fine di uccidere Rasputin.

## Produzione
Come testimoniato dallo sfarzo della scenografia e dalla cura della fotografia, le risorse economiche per il film sembrano essere state ampie. Ciononostante, una volta ultimata, la pellicola fu dichiarata inidonea alla distribuzione. Le ragioni erano evidentemente legate al modo in cui la famiglia imperiale veniva ritratta. In questo film Nicola II è mostrato come un sovrano debole e indeciso, anziché brutale. Ciò non conciliava con la narrazione tipica della storiografia sovietica. Inoltre nel film sono totalmente assenti i bolscevichi. Infine, anche la presenza di alcune scene di nudo e del riferimento alle sette religiose (chlysty) potrebbero aver aumentato la ritrosia delle autorità a pubblicare il film.

## Uscita
Il film rimase in attesa di uscita fino al 1981, quando fu proiettato al Festival cinematografico internazionale di Mosca ed alla Mostra del cinema di Venezia, ottenendo recensioni molto favorevoli. Pubblicato in alcuni paesi dell'Europa occidentale, Cecoslovacchia, Ungheria e Polonia tra il 1982 ed il 1983, il film fu lanciato in Unione Sovietica solo nel 1985, all'alba del periodo della Glasnost'.

## Versioni alternative
Esistono almeno quattro versioni del film, della durata di 73 minuti, 104 minuti, 142 minuti (la versione DVD nordamericana pubblicata da Kino International) e 151 minuti (la versione internazionale del 1982).